# クリスチャン・ロック
クリスチャン・ロック (Christian Rock) とは、ロック音楽のジャンルの一つ。CCM（コンテンポラリー・クリスチャン・ミュージック）の中に含まれる。

## 概要
クリスチャン・ロックは、おもにキリスト教徒で構成されるバンドやソロ歌手が、ジーザス（イエス・キリスト）やキリスト教に関して歌っているロック音楽を指す。が、歌詞にイエス・キリストやキリスト教を讃えたフレーズやイメージを含んだバンドもあれば、単に内面でキリスト教を信仰しているだけで、音楽の歌詞にはあまり持ち込まないグループ（個人）もある。後者はクリスチャン・ロックと呼ばれることに抵抗感を示す場合もある。評論家のジョン・ジョセフ・トンプソンは、1966年にリリースされたクルセイダーズ（ガレージ・バンド）の「メイク・ア・ジョイフル・ノイズ・ウィズ・ドラムス&ギターズ」を最初のクリスチャン・ロックのレコードと指摘している。

## 歴史
ロックンロールの由来は諸説あるが、ジャズと同様黒人のスラングで性的なニュアンスを持った言葉であるとの説がある。ロック音楽はセックス、ドラッグや、時には悪魔主義などを好むケースもあり、クリスチャン・ロックはこれらに反対を示す傾向がある。さらに「中絶」やゲイなどの「同性愛」に反対を表明することもある。ジャンルはさまざまで、ヘヴィメタル（クリスチャン・メタル）、パンク・ロックなど多岐にわたる。
南部ミシシッピ州出身のエルヴィス・プレスリーはキリスト教に親近感を持ち、1957年に「ピース・イン・ザ・ヴァレー」アルバムをリリースしている。また、ビートルズのジョン・レノンは60年代に「ビートルズはキリストよりも人気がある」と発言した。そのため、ビートルズはキリスト教保守派から激しく批判された。またローリング・ストーンズはサタンの立場で「悪魔を憐れむ歌」を歌った。また1960年代後半は、ベトナム戦争反対や公民権運動、性革命、パリ五月革命など、反体制的な動きが目立った時代である。クリスチャン・ロックの草分けには、ラリー・ノーマンやランディ・ストーンヒルがいた。1970年にノーマン・グリーンバウムがゴスペル・ロックの「スピリット・イン・ザ・スカイ」をヒットさせたが、彼はユダヤ系であったため、クリスチャン・ロックには含まれていない。また、1971年にはカナダのオーシャンが、「サインはピース」の大ヒットを出している。アーロ・ガスリーは、当初はフォーク・シンガーだったが、病気への恐怖から1979年にクリスチャン・ロックのアルバムをリリースしている。他のゴスペル・ロック・シンガーには、ブルース・コバーンがいる。
福音派、宗教右派、キリスト教原理主義者、聖霊派の一部には、「クリスチャン・ロック」に対する反対論が根強くある。マリア福音姉妹会、デイヴィッド・ウィルカーソン、ジェームス・ドブソン（福音派）らは悪魔崇拝や性的逸脱と結びついたロックを福音化することはできず、クリスチャンはそれを用いるべきではないとしている。

## 主なクリスチャン・ロックアーティスト

### 世界
- ラリー・ノーマン
- ランディ・ストーンヒル
- オーシャン
- アーロ・ガスリー
- ブルース・コバーン
- ストライパー (Stryper)
- DCトーク (DC Talk)
- エヴリデイ・サンデー
- デヴィル・ウェアーズ・プラダ
- オール・セーブド・フリーク・バンド
- オーガスト・バーンズ・レッド
- ニードトゥブリーズ
- ファミリー・フォース・ファイヴ
- ザ・フレイ
- フライリーフ (Flyleaf)
- ホーク・ネルソン
- ホープスフォール
- マステドン
- ジェレミー・キャンプ
- カットレス（Kutless）
- クリスタル・マイヤーズ (Krystal Meyers)
- リーランド
- P.O.D.
- ピラー
- ペトラ
- レッド
- リライアントK (Relient K)
- スキレット (Skillet)
- サウザンド・フット・クラッチ
- サード・デイ
- トビーマック
- ニール・モーズ
- ロビンソン・クルー[10]
- MxPx

### 日本
- 小坂忠[11]
- Michiru (富田満)[12]
- ナイトdeライト [13]
- 岩渕まこと/岩渕由美子
- 伊万里トーン(IMARi Tone)
- 神山みさ
- 山本香織 / Sunshine Gospel Choir
- 遼花 -haruka-

## レコード・レーベル
- ミクタム・レコード